# 이현호 (바둑 기사)
이현호(李賢虎, 1988년 6월 11일 ~ )는 대한민국의 바둑 기사이다.

## 약력
김원 도장 출신으로 충암고등학교를 졸업했다. 2007년 연구생 내신성적 1위로 입단했다. 2008년 한국바둑리그 본선과 제52기 국수전 본선에 진출했다. 2009년 2단을 거쳐 2010년 3단으로 승단했다. 2019년 5단에 이어 2021년 6단으로 승단했다.